# Zeki Velidi Togan

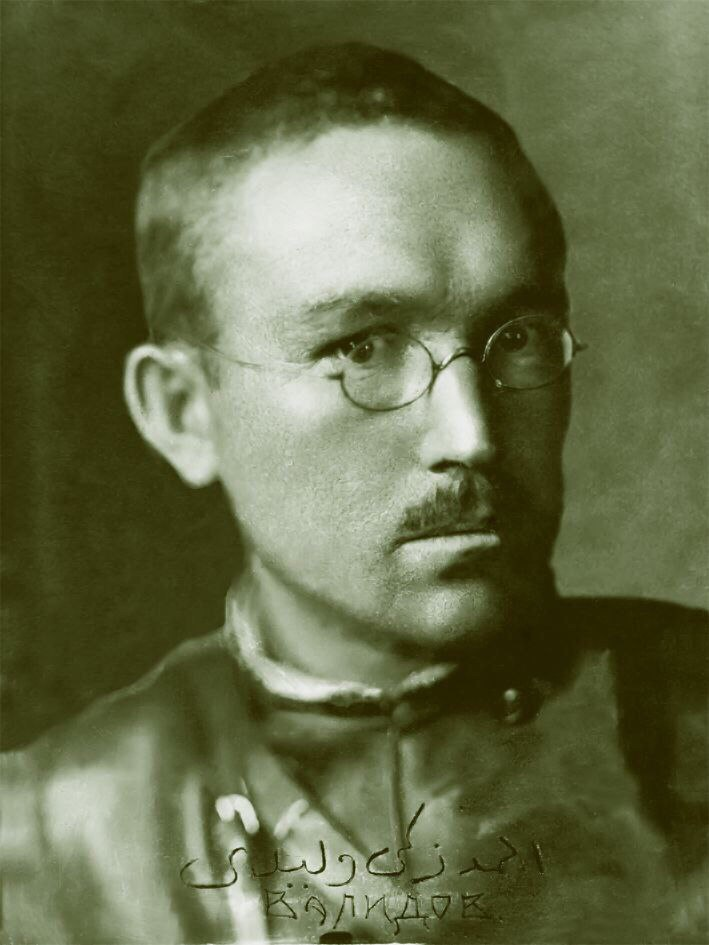
Ahmed Zeki Velidi Togan

Zeki Velidi Togan (ur. 10 grudnia 1890 we wsi Kuzianowo w guberni ufijskiej, zm. 26 lipca 1970 w Stambule) – historyk, turkolog, lider baszkirskiego ruchu rewolucyjnego.

## Życiorys
1908-1912 kształcił się w medresie "Kasimija" w Kazaniu, następnie przez 3 lata był w niej wykładowcą. Od grudnia 1917 do lutego 1918 przewodniczący Baszkirskiego Rządu, w lutym 1918 aresztowany, w kwietniu 1918 zwolniony, ponownie został przewodniczącym Baszkirskiego Rządu, od 22 lutego do 17 maja 1919 i ponownie od 24 lutego do 16 czerwca 1920 był przewodniczącym Tymczasowego Baszkirskiego Komitetu Wojskowo-Rewolucyjnego. Później do 1923 był przewodniczącym organizacji "Turkiestańskie Zjednoczenie Narodowe" w Azji Środkowej, następnie wyemigrował do Iranu, a w 1925 do Turcji, gdzie osiadł na stałe. 1927-1932 był wykładowcą historii na Uniwersytecie Stambulskim, 1932-1935 studiował na Uniwersytecie Wiedeńskim, 1935 został doktorem filozofii, 1935-1937 profesor Uniwersytetu w Bonn. 1938-1939 profesor Uniwersytetu w Getyndze, 1939-1944 i 1948-1970 ponownie wykładowca historii na Uniwersytecie Stambulskim, od 1953 kierownik Instytutu Badań Islamskich przy Uniwersytecie Stambulskim. W 1967 został doktorem honoris causa Uniwersytetu w Manchesterze.